# 英格麗·拉格瓦爾德斯多塔
英格麗·拉格瓦爾德斯多塔（瑞典語：Ingrid Ragnvaldsdotter，約1110年—約1161年），挪威王后，瑞典國王拉格瓦爾德的女兒。

## 家庭
英格麗的第一任丈夫是丹麥國王斯文二世的孫子亨里克·斯卡德洛，兩人的兒子是瑞典國王馬格努斯二世。
英格麗的第二任丈夫是挪威國王哈拉爾四世，兩人的兒子是挪威國王英格一世。
英格麗的第三任丈夫是奧塔爾·貝爾廷（Ottar Birting），兩人沒有子女。
英格麗的第四任丈夫是阿爾尼·伊法爾松（Arne Ivarsson），兩人的兒子是主教尼古拉·阿爾尼松。